# Donal Lyons
Donal Lyons ist ein irischer Politiker, ehemaliges Mitglied der Progressive Democrats und seit 1999 Mitglied im Stadtrat von Galway.
Lyons war seit 1986, seitdem die Progressive Democrats ihren Verband in Galway gründeten, Mitglied der Partei. 1991 trat er erstmals zu einer Wahl an. Es gelang ihm jedoch nicht, in das Galway City Council gewählt zu werden. Erst 1999 sowie erneut 2004 wurde Lyons in den Stadtrat gewählt. Von Juli 2001 bis Juni 2002 war er Bürgermeister der Stadt. Bei den Wahlen zum 29. und 30. Dáil Éireann kandidierte Lyons für einen Sitz, konnte jedoch weder 2002 noch 2007 einen Sieg erringen. Im Zuge der Auflösung der Progressive Democrats 2009 kandidierte Lyons als Unabhängiger für einen Sitz im Stadtrat. Hierbei konnte er sein Mandat verteidigen.
Lyons ist verheiratet und hat zwei Töchter.